# Caithness
Caithness (en gaélique écossais : Gallaibh) est un ancien comté et une région de lieutenance dans les Highlands du Nord de l'Écosse, dont la capitale était la ville de Wick. De 1975 à 1996, le Caithness était un district au sein de la région du Highland.

## Culture populaire
Caïthness est également le nom du héros dans le livre-jeu éponyme, premier tome de la série Défis et sortilèges paru chez Gallimard jeunesse en 1986.